# Fernelmont
Fernelmont (en való Ferneamont) és un municipi belga de la província de Namur a la regió valona. Comprèn les localitats de Bierwart, Cortil-Wodon, Forville, Franc-Waret, Hemptinne, Hingeon, Marchovelette, Noville-les-Bois, Pontillas i Tillier. L'1 de gener del 2024 tenia 8.207 habitants.